# Joséphine Jobert
Joséphine Jobert (ur. 24 kwietnia 1985) – francuska aktorka i piosenkarka. Należy do dużej rodziny artystów. Ma francuskie, chińskie i hiszpańskie korzenie. Dorastała w Montrealu, gdzie uczyła się śpiewać i tańczyć.

## Filmografia
- 1999: 9+15 LÉA
- 2007–2008: Saint-Ex, nos années pension: Amel
- 2007–2008: Foudre: Alice Watson